# Stefan Jentys
Stefan Jentys (ur. 21 czerwca 1860 w Warszawie, zm. 17 kwietnia 1919 w Krakowie) – polski botanik, fizjolog roślin i chemik rolny, profesor Wyższej Szkoły Rolniczej w Dublanach i Uniwersytetu Jagiellońskiego, popularyzator problematyki rolnej.

## Życiorys
Stefan Jentys był synem Jana i Leokadii z Petzoldów. W 1877 roku rozpoczął studia na Cesarskim Uniwersytecie Warszawskim. W następnym roku został aresztowany za działalność patriotyczną i po zwolnieniu zmuszony do wyjazdu poza granice Królestwa Kongresowego. Od jesieni 1878 roku studiował w Wyższej Szkole Rolniczej w Dublanach, gdzie był uczniem Emila Godlewskiego ojca. Po ukończeniu studiów, w 1884 roku otrzymał stypendium Wydziału Krajowego na kontynuowanie nauki za granicą. Przez kolejne dwa lata przebywał na uczelniach w Lipsku, Monachium, Bernie i Tybindze, gdzie w 1886 roku uzyskał stopień doktora filozofii na podstawie pracy O wpływie wysokich ciśnień tlenu na wzrost roślin. Po powrocie do Dublan objął stanowisko profesora adiunkta, jako wykładowca chemii rolnej i rolnictwa. W 1889 roku został mianowany profesorem.
W 1892 roku, skonfliktowany z Wydziałem Krajowym na tle planów rozwoju uczelni, opuścił Akademię w Dublanach i wyjechał do Krakowa. Od 1 grudnia tegoż roku był został asystentem Katedry Chemii Rolnej Uniwersytetu Jagiellońskiego, kierowanej przez profesora Franciszka Czarnomskiego. W 1894 roku uzyskał habilitację i tytuł docenta. Po śmierci profesora Czarnomskiego w 1898 roku, objął Katedrę Rolnictwa i Chemii Rolnej. W 1902 roku otrzymał tytuł profesora zwyczajnego. Także od 1902 roku kierował Rolniczym Zakładem Doświadczalnym, utworzonym wspólnie przez uniwersytet i Towarzystwo Rolnicze. Był członkiem Komisji Fizjograficznej Akademii Umiejętności. W działalności naukowej zajmował się między innymi chemią skrobi, znaczeniem garbników roślinnych i przyswajalnością azotu. Publikował w fachowych czasopismach krajowych i europejskich. Ponadto prowadził szeroko zakrojoną działalność mającą na celu unowocześnienie rolnictwa w Galicji. Z jego inicjatywy powstała sieć terenowych stacji i poletek doświadczalnych, które służyły zapoznawaniu chłopów z nowymi metodami gospodarowania i ich popularyzowaniu. Wspierał ideę spółdzielczości rolniczej.
Po wybuchu I wojny światowej zaangażował się w prace Sekcji Opieki nad Dziećmi Książęco-Biskupiego Komitetu Pomocy dla Dotkniętych Klęską Wojny. Był jednym z założycieli i prezesem krakowskiego oddziału Zjednoczenia Narodowego, brał udział w zjeździe tej organizacji we Lwowie w październiku 1918 roku. Uczestniczył w rozmowach polsko-ukraińskich.
Żonaty z Anną Czermak, miał czworo dzieci: synów Stanisława, Władysława i Czesława oraz córkę Janinę.
Zmarł wkrótce po powrocie do Krakowa, 17 kwietnia 1919 roku. Został pochowany na cmentarzu Rakowickim w Krakowie (kwatera PAS 53-płd-po prawej Jankowskich).

## Ordery i odznaczenia
- Krzyż Komandorski Orderu Odrodzenia Polski (pośmiertnie, 11 listopada 1936)[4]